# Curial e Güelfa
Curial e Güelfa o Curial y Güelfa es una novela de caballería humanística a la italiana escrita en valenciano y con muchos italianismos. Probablemente se escribió entre las cortes de Milán y Nápoles por el toledano Íñigo Dávalos (1414-1484), caballero de armas y letras educado en la corte valenciana de Alfonso V el Magnánimo y, posteriormente, embajador de la Corona de Aragón en Milán y gran camarlengo en Nápoles.

## Características
La novela es por personajes, acción y composición, muy propia del siglo en que fue escrita y se aleja notablemente de las ficciones caballerescas tan en boga durante la Edad Media, por sus fuentes y espíritu italiano, y por sus contenidos influidos por el humanismo del Quattrocento. El autor conoce el Lancelot y el Tristán, las novelle italianas de la época y las fábulas mitológicas del primer renacimiento italiano. Entre sus méritos está el reflejar con gran viveza el ambiente social del fin de la Edad Media. Con muy diversos materiales el autor ofrece con notable personalidad una novela a la vez fantástica y realista, caballeresca, cortesana y sentimental adaptada a los gustos culturales del momento y este hecho, junto a su carácter verosímil e histórico en un sentido amplio del término, la convierte en una pieza singular, no suficientemente conocida, de la narrativa catalanovalenciana medieval.

## Autoría
Existen diversas hipótesis sobre la autoría del texto, pero ni siquiera la procedencia del autor ni el lugar donde fue escrita la novela están claros por el momento. Entre las posibles procedencias, dado que las diferencias dialectales del catalán literario eran mínimas en la época, se han citado diversos autores y regiones de Cataluña y de Valencia, y también hay quien ha argumentado que podría haber sido escrita en Nápoles o incluso en Borgoña. Algunos estudiosos como Jaume Riera i Sans han llegado a decir que la novela es falsa y que en realidad fue escrita en el siglo XIX por su descubridor Manuel Milá y Fontanals. Esta última hipótesis fue rechazada por los especialistas, que continúan fechándola en el siglo XV. Aunque investigaciones recientes de Rosa Navarro Durán han aportado supuestamente nuevas pruebas que respaldarían la teoría de que su autor es Milá y Fontanals, la hipótesis se ha demostrado claramente inviable. Los estudios codicológicos, paleográficos, lingüísticos y literarios demuestran sin lugar a dudas una redacción original del siglo XV y una encuadernación del manuscrito que transmite la obra realizada hacia 1500.
El filólogo Joan Veny, catedrático de Filología Catalana de la Universidad de Barcelona y director del Atles Lingüístic del Instituto de Estudios Catalanes (IEC), afirma estar convencido de que la obra corresponde a un autor valenciano. Veny ha profundizado en la línea sugerida por Antoni M. Badia i Margarit y reforzada después por otro romanista de prestigio, el valenciano Germà Colón. El catedrático de la Universidad de Valencia Antoni Ferrando ha sido quien ha realizado más aportaciones en los últimos años a esta tesis de la valencianidad del Curial. Ferrando, responsable de la última edición de la obra (la primera en 75 años), realizada por la firma francesa Anacharsis y presentada en la última Feria del Libro de Fráncfort —dio cuenta de ello Levante-EMV—, se fundamenta también en los usos lingüísticos peculiarmente valencianos detectables en la importante novela anónima. El Curial e Güelfa es un libro de caballerías del siglo XV y está considerado una de las obras fundamentales de la literatura en lengua catalana. No obstante, está rodeado de enigmas, dado que no se conoció el manuscrito hasta principios del siglo XX (la primera edición, de Rubió i Lluch, es de 1901). Ello ha dado pie a que algún autor haya puesto en duda su autenticidad y haya considerado que era obra del erudito Milá y Fontanals. Esta teoría, sin embargo, no ha logrado ningún crédito entre los especialistas.
En 2013, el autor Antoni Ferrando y Francés planteó que la obra podría atribuirse a Joan Olzina, secretario personal de Alfonso el Magnánimo, por su perfil cultural e intelectual, ya que fue uno de los principales promotores del humanismo en la corte del rey.
El origen de la novela ha planteado, no obstante, diferencias entre los estudiosos, debido principalmente a que -a diferencia de otras lenguas- el catalán no planteaba notables divergencias dialectales en el siglo XV. Pese a todo, en los últimos años ha tomado fuerza la corriente teórica que atribuye la obra a una mano valenciana. La profundización en los análisis lingüísticos —antes tuvieron prioridad los literarios y culturales— ha llevado a este estado de la situación.
En los últimos meses se han realizado dos congresos sobre la obra en Santander y La Nucia. Una de las participaciones más relevantes, debido a su prestigio, ha sido la de Joan Veny, quien tras estudiar el Curial para su ponencia ha ratificado la tesis de su valencianidad. El lingüista elaboró veintidós mapas de rasgos fonéticos y léxicos que le «invitan» a sostener el citado criterio, sobre el cual su «olfato dialectológico» ya le había alertado hace más de cuarenta años, cuando realizó su tesis doctoral. Por ejemplo:
- En el texto que nos ha llegado del Curial e Güelfa la e gráfica átona corresponde a una e fónica (temple, colze) como ocurre en el habla valenciana y en el catalán occidental, pero en los dialectos orientales del catalán se observa una confusión entre e y a que con frecuencia se traslada a los escritos.
- Preferencia por formas como oroneta frente a oreneta, acurtar frente a acurçar, juí frente a judici, o aplegar frente a arribar. Son solo algunos ejemplos.
- No es tanto el carácter cualitativo de estas diferencias, entre otras, como cuantitativo: "Puede aparecer alguna expresión del catalán oriental, pero no con la continuidad ni con la intensidad" con la que se detectan las expresiones del catalán occidental y el valenciano."

Lola Badia, catedrática de filología catalana de la Universidad de Barcelona, ha cuestionado la solidez de esta atribución del historiador Abel Soler en unas declaraciones al periódico Ara. El historiador Soler defendió en una tesis de más de 5 200 páginas, publicada en tres volúmenes por el instituto valenciano Alfons el Magnànim, que la autoría de Curial e Güelfa correspondería a Íñigo Dávalos, camarlengo de Alfonso el Magnánimo en la corte de Nápoles.

## Lógica y verosimilitud
Curial e Güelfa es una historia de amor y de armas. La novela presenta el proceso de gestación de un héroe desde unos orígenes humildes hasta que consigue el reconocimiento, la fama y el honor atribuibles a un caballero. Y, en este caso, el héroe es un héroe moderno.
Curial e Güelfa obedece a un juego de causas y efectos que no se apartan más que en contadas ocasiones de la lógica y la verosimilitud, e incluso en estos momentos de desvío se puede encontrar una justificación literaria, estética. Si Curial se convierte en caballero es porque Güelfa le ayuda económicamente. Curial se cansa, se le hiere, gana porque es más hábil: calcula los golpes, observa en los primeros momentos del combate la técnica de su adversario y actúa en consecuencia. La geografía es muy precisa; los personajes llevan nombres reales o que pueden serlo; la acción es verosímil salvo en los sueños mitológicos. El ambiente de caballeros esforzados, de torneos, desafíos y violencias disfrazadas con ceremoniales ostentosos está muy bien descrito. Pero donde el autor muestra más su talento de novelista es en la forma en que trata las situaciones sentimentales que crea la acción de la obra y en la matizada caracterización de los personajes, no limitada solo a las figuras principales, sino presente en un buen número de personajes secundarios descritos con rasgos muy firmes. Y sus personajes no son todos buenos o malos: así, Curial, perfecto caballero, aficionado al estudio y a la música, tiene defectos como hombre: le gustan los placeres y la riqueza y se pone en situaciones que hacen peligrar su fidelidad a Güelfa. La lengua de la novela, excepto en los pasajes retóricos, es viva y abunda en diálogos ingeniosos de la mejor calidad.

## El estilo
La lengua es una amalgama de formas cultas y populares. Hay una mezcla de neologismos y arcaísmos, hasta el punto de que, en algunas ocasiones, el autor nos da la forma culta y la popular de una misma palabra.
La atmósfera sensual en que se sumergen algunos de los personajes femeninos, la fluidez de los diálogos, las metáforas e imágenes bien elaboradas, el uso frecuente de proverbios y modismos populares, y, al mismo tiempo, la vertiente artificiosa y erudita de algunos párrafos del tercer libro y las interrogaciones e imprecaciones a fin de aproximarse al lector, son algunos de los elementos lingüísticos y de estilo que dan empaque a la novela.

## Argumento
Narra las aventuras de armas y los infortunios de su protagonista, Curial, en el marco de una trama amorosa determinada por los celos de Güelfa, distribuidas en tres libros.

### Primer libro
Cuenta la juventud de Curial, un caballero pobre que recibe una esmerada educación en la corte del marqués de Monferrato. De él se enamora Güelfa, una joven viuda hermana del marqués, pero las envidias hacen que Curial tenga que marcharse. Viaja a la Europa central y defiende y salva a la duquesa de Ostalric, acusada falsamente de adulterio, y el padre de esta, el duque de Baviera, ofrece a Curial la mano de su segunda hija, Láquesis, y la sucesión del ducado, lo que pone a Curial en una difícil situación. Aunque rechaza la oferta, el episodio es conocido por Güelfa, a quien le entra un terrible ataque de celos y, cuando Curial vuelve a Monferrato, logra grandes éxitos en las justas caballerescas que se celebran.

### Segundo libro
El segundo libro es de acción más ágil. Curial hace de caballero errante y acude al torneo de Melun que ha convocado el rey de Francia; vuelve a encontrar a Láquesis y su fidelidad amorosa es nuevamente puesta a prueba; permanece en París por orden de Güelfa, y unos viejos envidiosos y maledicentes lo acusan con falsía y pierde el favor de la celosa Güelfa y del rey de Francia. Destaca en este libro la elegante descripción de las fiestas y el torneo de Melú, la llegada a París, los distintos episodios del viaje (entre ellos una visita a un convento de monjas) y la brillante actuación de los caballeros aragoneses que luchan en Melú junto a su rey Pedro III el Grande. Aunque Curial, que se ha asociado con ellos, vive momentos de éxito en la corte de París, sobre todo tras vencer al temible caballero Sanglier de Vilahir, Güelfa jura no volverle a conceder su favor hasta que todo Le Puy-en-Velay pida merced en su nombre.

### Tercer libro
El tercer libro está dedicado a las musas y narra el viaje de Curial a Tierra santa y a Grecia. Llega a Jerusalén tras diversas aventuras. Visita luego el monte Atos, Atenas, Tebas y el monte Parnaso. Tiene un sueño mitológico cuya descripción ocupa buena parte del libro y, al volver de Génova, es lanzado por una tempestad a la costa de Trípoli y capturado. Pasa seis años cautivo en Berbería hasta que, gracias al amor que le profesan unas mujeres moras (una de las cuales, Quamar, hija de su amo, incluso se suicida por él) y la intervención de diversos nobles cristianos, puede volver a Montferrat, aunque Güelfa continúa enfadada con él. Marcha, pues, a Francia y se entrega al desenfreno. Logra honra en hechos de armas y luchando con leones y organiza un ejército para ayudar al emperador de Alemania, atacado por los turcos; obtiene la victoria, recobra su prestigio y retorna a Montferrat, donde el marqués le da por fin la mano de Güelfa, quien al fin lo acepta en matrimonio.

## Ediciones
La novela ha llegado hasta nosotros en un único manuscrito que fue encontrado a finales del siglo XIX y lleva la signatura 9750 de la Biblioteca Nacional de España. Han hecho ediciones de la obra Antonio Rubió y Lluch (1901), el filólogo Ramon Aramon (1930-1933) y Ramón Miquel y Planas y Alfonso Par (1932). Las últimas son las de Antoni Ferrando  (Edicions Anacharsis, 2007). y la de Lola Badia y Jaume Torró (Quaderns Crema, 2011). Ha sido traducida al español, inglés, francés, alemán, portugués e italiano.